# Plectrophenax hyperboreus
Lo zigolo di McKay (Plectrophenax hyperboreus (Ridgway, 1884)) è un uccello passeriforme della famiglia Calcariidae.

## Etimologia
Il nome scientifico della specie, hyperboreus, deriva dal mito greco degli Iperborei e significa "settentrionale", in riferimento all'areale di diffusione di questi uccelli: il loro nome comune commemora invece il naturalista statunitense Charles McKay.

## Descrizione

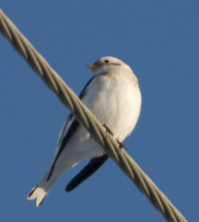
Femmina nella penisola di Seward.

### Dimensioni
Misura 15-19 cm di lunghezza, per 38-62 g di peso.

### Aspetto
Si tratta di uccelli dall'aspetto paffuto e massiccio, muniti di testa arrotondata, ali appuntite, coda dalla punta lievemente forcuta e forti zampe: nel complesso, lo zigolo di McKay somiglia molto all'affine zigolo delle nevi, rispetto al quale è leggermente più grande e robusto e presenta ancora più bianco nel piumaggio.
Il piumaggio presenta dimorfismo sessuale ben evidente: durante il periodo invernale (cosiddetto di eclisse) i maschi e le femmine sono simili, con livrea quasi completamente bianca, fronte, guance e parte centrale del vertice di color nocciola e dorso e ali bruno-nerastri, con le singole penne orlate di colore più chiaro. Durante la stagione degli amori, invece, i maschi divengono quasi completamente bianchi, ad eccezione della superficie superiore delle penne centrali della coda e delle punte delle remiganti.
In ambedue i sessi il becco è giallo-brunastro durante l'eclisse e nero durante la stagione riproduttiva, le zampe sono nerastre e gli occhi sono di colore bruno scuro.

## Biologia
Si tratta di uccelli dalle abitudini diurne e gregarie, che vivono in gruppetti di una decina d'individui all'infuori della stagione degli amori, non di rado associandosi ad altre specie di uccelli: lo zigolo di McKay passa molto del suo tempo spostandosi da una parte all'altra alla ricerca di cibo, che avviene al suolo. Questi uccelli sono inoltre soliti dormire al suolo, accovacciandosi a terra o nella neve durante la notte.

### Alimentazione
La dieta di questi uccelli è poco conosciuta, tuttavia si ha motivo di pensare che essa non differisca in maniera significativa da quanto osservabile nell'affine zigolo delle nevi.

### Riproduzione
La stagione riproduttiva va da maggio a luglio-agosto: si tratta di uccelli monogami, le cui coppie tendono a isolarsi dai gruppi durante la riproduzione, diventando territoriali.
Il nido viene costruito fra i sassi o in una spaccatura della roccia: esso consiste in una coppa di fili d'erba e licheni foderata di piumino e pelame, costruita dalla sola femmina, mentre il maschio sorveglia i dintorni.

All'interno del nido la femmina depone 3-5 uova, che cova da sola (imbeccata dal maschio, visto che la femmina non lascia mai il nido durante la cova per evitare che il freddo interferisca con lo sviluppo embrionale delle uova) per poco meno di due settimane; i pulli, ciechi e implumi alla schiusa, vengono imbeccati da ambedue i genitori, cominciando ad avventurarsi fuori dal nido a circa 10 giorni dalla schiusa ed involandosi non più tardi di qualche giorno dopo. L'indipendenza viene ragigunta attorno al mese di vita, coi genitori che scacciano i giovani.

## Distribuzione e habitat
Lo zigolo di McKay è un uccello migratore, che durante l'inverno popola le coste orientali dell'Alaska (grossomodo fra Platinum e Deering), mentre in primavera migra nelle isole di Saint Matthew ed Hall, nello stretto di Bering, dove trascorre la stagione calda e si riproduce: gruppi isolati di questi uccelli si spingono a Saint Paul (nelle Pribilof) e a Saint Lawrence, ad est fino alla penisola dei Ciukci.
L'habitat di questi uccelli è rappresentato dalla tundra e dalle aree prative durante l'inverno, mentre durante il periodo caldo essi si spostano verso le aree ghiaiose, di preferenza nei pressi delle spiagge o di aree umide.